# Operação imobiliária
Uma operação imobiliária ou "transação imobiliária" é a venda ou aluguel de um imóvel. No Brasil, de acordo com o Decreto nº. 81.871, de 29-06-1978, são funções que competem a um corretor de imóveis. Pois somente este (como conhecedor do mercado), pode avaliar com exatidão o imóvel evitando assim a chamada especulação imobiliária, onde geralmente gera valores fora da realidade do mercado.

## Corretor de Imóveis
A profissão de Corretor de Imóveis foi sancionada inicialmente em 27 de agosto de 1962, com a Lei nº 4.116. A nova regulamentação à profissão foi obtida com a Lei nº 6.530, de 12 de maio de 1978, permitindo o exercício da profissão ao Técnico em Transações Imobiliárias, incluindo também a atuação dos Conselhos Federal e Regionais.
Cabe ao Corretor de Imóveis exercer profissionalmente a intermediação na compra, venda, permuta e locação de imóveis e opinar quanto à comercialização imobiliária.
Para exercer a sua função, o corretor deve firmar um contrato de mediação com o dono do imóvel.
Este documento deve ser feito em duas vias e assinado por ambos e nele devem constar ainda o valor e condições de venda, a porcentagem ajustada e o estabelecimento do prazo que o corretor complete a mediação. Os corretores sindicalizados possuem uma serie de benefícios, como por exemplo, um preço especial na colocação de anúncios de publicidade de imóveis, mas no entanto devem constar no anúncio o nome por extenso, do corretor e seu endereço, além do número do CRECI.

## CRECI
No Brasil o corretor deve ser inscrito no CRECI (Conselho Regional de Corretores de Imóveis) de seu estado, que organiza o registro dos profissionais e regulamenta e fiscaliza a profissão e a atividade no âmbito estadual.
O CRECI (Conselho Regional de Corretores de Imóveis) é o órgão responsável por regulamentar e fiscalizar a atividade dos corretores de imóveis no Brasil. Seu papel é assegurar que os profissionais atuem conforme a legislação vigente, garantindo a ética, a transparência e a qualidade no atendimento ao consumidor. Ter o CRECI é obrigatório para exercer a profissão de corretor de imóveis de maneira legal e segura. Sem esse registro, o profissional não pode intermediar compra, venda ou aluguel de imóveis, ficando sujeito a penalidades legais.
Só podem se inscrever os profissionais formados em curso Técnico em Transações Imobiliárias ou curso superior em Gestão Imobiliária.
O honorário sobre a venda de um imóvel é devida ao corretor que intermediou a venda. Caso o proprietário não queira assinar uma opção de venda, ao menos os corretores deverão ter em mãos um controle de visita assinado pelo comprador, pois o mesmo dá o direito ao honorário em caso de uma demanda judicial.
É infração do código de ética o anúncio de imóvel, seja ele qual for, sem a devida autorização por escrito do proprietário do imóvel.
Requisitos para tirar o CRECI
Abaixo estão os principais critérios para obter o CRECI:
Idade Mínima: O candidato deve ter no mínimo 18 anos para solicitar o registro no CRECI.
Escolaridade: É necessário ter concluído o ensino médio. Esse requisito garante que o profissional tenha uma base educacional mínima para lidar com as complexidades do mercado imobiliário.
Formação Acadêmica: O candidato deve ter concluído um curso específico na área imobiliária. Existem duas principais opções de formação que permitem obter o registro:
- Curso Técnico em Transações Imobiliárias (TTI) – Formação de nível técnico com duração média de 6 a 12 meses.
- Graduação em Ciências Imobiliárias ou Gestão de Negócios Imobiliários – Curso superior que oferece um conhecimento mais aprofundado sobre o setor.

Documentação Regularizada: O candidato deve apresentar uma série de documentos que comprovem sua identidade, formação acadêmica e situação legal.
Não Possuir Antecedentes Criminais: O CRECI exige um nada consta criminal para garantir que o profissional possa atuar de forma íntegra e ética no mercado imobiliário.

## Valores do Imóvel
Em relação aos fatores que interferem no valor de um imóvel, além da lei da oferta e da procura, as proporções, o aproveitamento e a localização do imóvel também fazem parte desses fatores. Para o corretor de imóveis, é importante entender a relação entre o valor material vs. o valor sentimental do imóvel ao avaliar um imóvel, sendo uma ponte de diálogo entre proprietário e comprador.
A garantia de um negócio seguro e perfeito depende de uma série de documentos que devem estar devidamente registrados e regularizados, entre, pode-se citar: título de propriedade, certidão de filiação de domínio pelo prazo de 20 anos, certidão negativa de ônus pelo prazo de 20 anos, repetindo os nomes dos proprietários, da mesma forma que na certidão de filiação de domínio, etc.
O valor é determinado oficialmente por um Avaliador de Imoveis com base nos princípios da engenharia de avaliações.
O Registro de Imóveis é uma tarefa que é competida ao Oficial de Registro de Imóveis, que é o responsável pelo registro, averbação e matrícula do imóvel.
Todo este processo aplicado sobre a compra de um imóvel, deve-se principalmente pelo fato de que, como determina o Código Civil, existe uma série proibições de vendas de imóveis, bem como de restrições para compradores.
A escritura pública é um documento elaborado em cartório, por agente que detém a função pública. Em caso de bens imóveis, poderá ser registrado no cartório de imóveis, transmitindo a propriedade de determinado bem imóvel.[1]
O art. 108 do Código Civil brasileiro dispõe sobre a escritura pública sendo essencial aos atos relativos transferência de bens imóveis com valor superior a trinta vezes o salário mínimo.
Art. 108. Não dispondo a lei em contrário, a escritura pública é essencial à validade dos negócios jurídicos que visem à constituição, transferência, modificação ou renúncia de direitos reais sobre imóveis de valor superior a trinta vezes o maior salário mínimo vigente no País.[2]
Existem casos em que não é necessário a escritura pública para a validade do negócio jurídico são eles: o compromisso de compra e venda de imóveis loteados (Lei nº 6.766/79,[3] art. 26 (urbano); e art. 7º, Dec.Lei 2.375/87[4] (rural)), a venda e compra de imóvel de qualquer valor com financiamento mediante a contratação da alienação fiduciária em garantia, o mútuo com alienação fiduciária em garantia imobiliária, nos termos do SFI (Lei nº 9.514/97,[5] arts. 38 e Parágrafo único do art. 22, com redação dada pela Lei nº 11.076/2004), a compra e venda de imóvel de qualquer valor com financiamento do SFH (art. 1º da Lei nº 5.049/66, que alterou o art. 61 da Lei nº 4.380/64), e, naturalmente, qualquer negócio jurídico envolvendo imóvel de valor igual ou inferior a trinta vezes o maior salário mínimo vigente no País, por força da exceção trazida no artigo 108 do Código Civil.